# Ignaucourt
Ignaucourt är en kommun i departementet Somme i regionen Hauts-de-France i norra Frankrike. Kommunen ligger i kantonen Moreuil som tillhör arrondissementet Montdidier. År 2022 hade Ignaucourt 65 invånare.

## Befolkningsutveckling
Antalet invånare i kommunen Ignaucourt
| Referens: INSEE |